# União Internacional de Física Pura e Aplicada
União Internacional de Física Pura e Aplicada (em inglês: International Union of Pure and Applied Physics) - IUPAP é uma organização não governamental devotada ao avanço da física. Foi fundada em 1922 e sua primeira assembleia oficial foi sediada em 1923 em Paris, França.
A IUPAP é conduzida por sua assembleia geral, a qual se encontra a cada três anos. O conselho é o seu órgão máximo e ele supervisiona as atividades dos dezenove comitês internacionais especializados. Atualmente há 49 membros no conselho.
A IUPAP é membro do Conselho Internacional de Ciência.
A representação brasileira na IUPAP é a Sociedade Brasileira de Física, designada pelo Conselho Nacional de Desenvolvimento Científico e Tecnológico. Na assembleia de setembro de 1975, Erasmo M. Ferreira e Eugenio Lerner iniciaram a participação do país na instituição.